# Färeds distrikt
Färeds distrikt är ett distrikt i Mariestads kommun och Västra Götalands län. 
Distriktet ligger nordost om Mariestad. 

## Tidigare administrativ tillhörighet
Distriktet inrättades 2016 och utgörs av socknen Färed i Mariestads kommun.
Området motsvarar den omfattning Färeds församling hade 1999/2000.